# Vrbyani (Debartsa)
Vrbyani (en macédonien Врбјани) est un village du sud-ouest de la Macédoine du Nord, situé dans la municipalité de Debartsa. Le village comptait 58 habitants en 2002.

## Démographie
Lors du recensement de 2002, le village comptait :
- Macédoniens : 57
- Autres : 1